# Il rompicuori
Il rompicuori (The Heartbreak Kid) è un film del 1972 diretto da Elaine May. Nel 2007 ne venne realizzato un rifacimento ad opera dei fratelli Farrelly, Lo spaccacuori, con Ben Stiller per protagonista.

## Trama
Lenny, in luna di miele con la neo sposa Lila, inizia a rendersi conto che in realtà non ha molto in comune con la donna che ha sposato. Nello stesso momento incontra la bionda Kelly. Ciò gli conferma l'idea d'aver fatto un grave errore a sposarsi e decide di volere Kelly invece.

## Riconoscimenti
Il film ha ricevuto due candidature ai Premi Oscar 1973 per il miglior attore non protagonista (Eddie Albert) e la miglior attrice non protagonista (Jeannie Berlin) e tre candidature ai Golden Globe 1973 per il miglior attore in un film commedia o musicale (Charles Grodin), la migliore sceneggiatura e la migliore attrice non protagonista (Jeannie Berlin).
Nel 2000 l'American Film Institute l'ha inserito al 91º posto della classifica delle cento migliori commedie americane di tutti i tempi.